# Altstadt (Landshut)

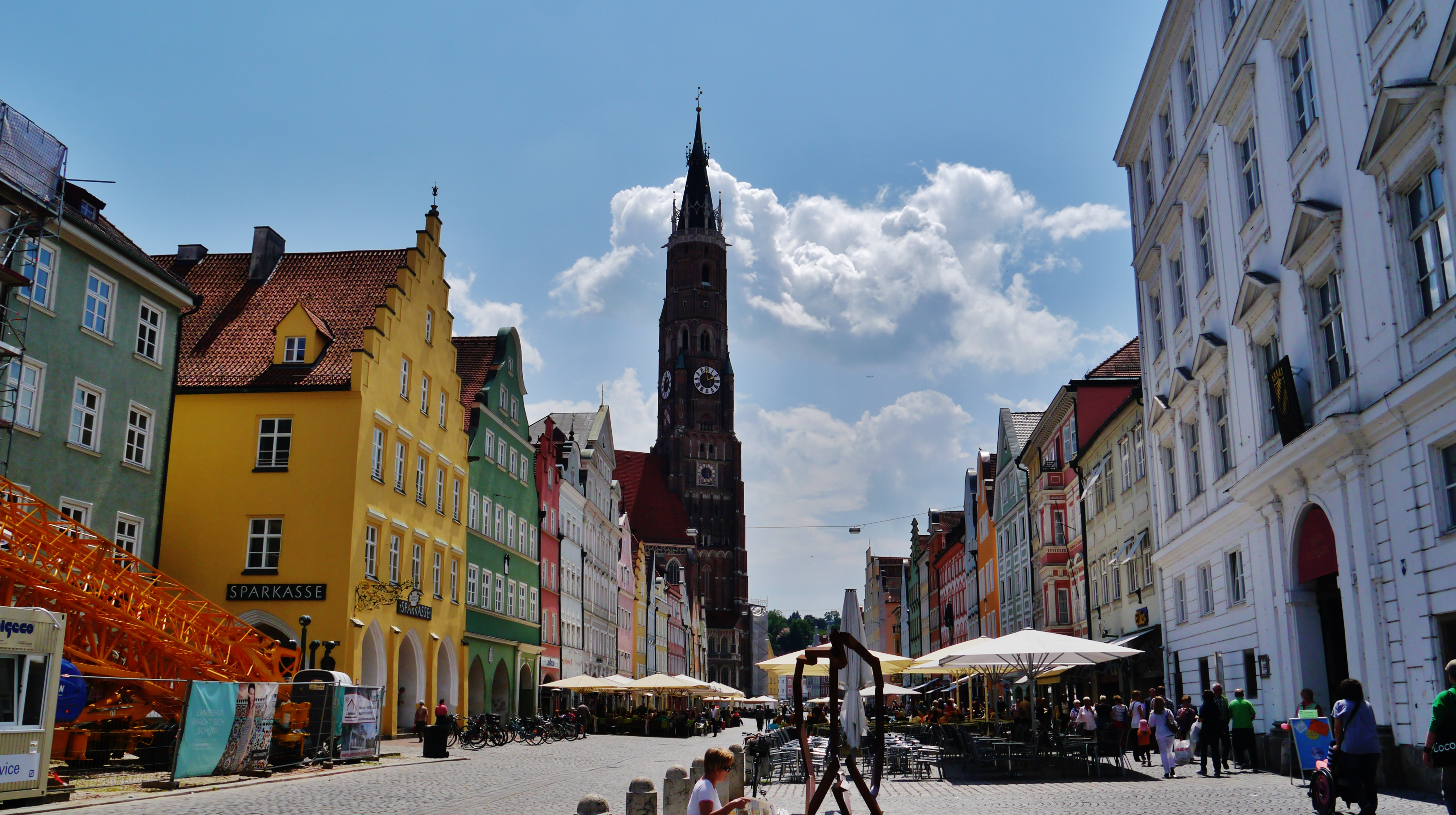
Blick durch die mittlere Altstadt – im Vordergrund rechts die Stadtresidenz, im Hintergrund die Martinskirche

Die Altstadt ist ein rund 700 Meter langer Straßenzug in der historischen Altstadt Landshuts und wird heute als Mittelpunkt der Stadt und wichtige Flaniermeile angesehen. Zudem war sie einst die zentrale Verkehrsachse durch die Stadt und verbindet einige der wichtigsten Sehenswürdigkeiten Landshuts. Auf rund der Hälfte ihrer Länge ist eine Fußgängerzone ausgewiesen. Die Altstadt ist auf großen Teilen ihres Verlaufs rund 30 Metern breit und besitzt daher stadtplatzähnlichen Charakter.

## Beschreibung
Die Altstadt beginnt am Postplatz, wo die Zweibrückenstraße, die Altstadt und die Heilig-Geist-Gasse zusammentreffen. An dieser Kreuzung befindet sich auch die einzige Ampelanlage im Verlauf des Straßenzugs Altstadt. In Verlängerung der südöstlich verlaufenden Zweibrückenstraße führt die Altstadt zunächst zwischen der östlich gelegenen Heilig-Geist-Kirche, deren Vorhalle weit in die Straßenraum hineinragt, und dem gegenüberliegenden Heilig-Geist-Stift hindurch. In der Folge knickt der Straßenverlauf um etwa 50 Grad ab und verläuft ab hier gerade in südsüdwestlicher Richtung. Etwa auf Höhe dieser Kurve zweigt östlich die Herrengasse ab, die wie sieben weitere Gassen (Börmergasse, Rosengasse, Grasgasse, Steckengasse, Schirmgasse, Kirchgasse, Spiegelgasse) eine Verbindung zur Neustadt herstellt. Letztere verläuft parallel zur Altstadt und besitzt eine ähnliche Breite, endet jedoch auf beiden Seiten „stumpf“ auf Höhe der Herrengasse bzw. der Spiegelgasse.
Nur wenige Meter weiter südlich der Herrengasse öffnet sich die Altstadt nach Westen hin zu einem kleinen, namenlosen Platz, auf dem der sogenannte Narrenbrunnen steht. Hier zweigt in flachem Winkel nach Südwesten hin die Ländgasse ab, die weitgehend parallel zur Altstadt verläuft und kurz vor deren südlichem Ende wieder auf die Altstadt trifft. In der Folge zweigen östlich die Börmergasse, die Rosengasse und die Grasgasse ab. Dabei beträgt der Abstand zwischen den abzweigenden Gasse jeweils etwa 70 Meter; einzig zwischen der Börmergasse und der Rosengasse liegen nur rund 35 Meter. Auffällig ist weiterhin, dass die Börmergasse bei Weitem die schmälste Altstadt und Neustadt verbindende Gasse ist. Zwischen der Rosengasse und der Grasgasse zweigt außerdem westlich das sehr enge Hauptwachgässchen ab, das eine Verbindung zur Ländgasse und weiter über den Isarsteg zur Mühleninsel bildet. Etwa in diesem Bereich befinden sich auch die Bushaltestelle Altstadt, ein zentraler Knotenpunkt des Stadtbusnetzes, sowie ein Taxistand.
Unmittelbar südlich der Abzweigung zur Grasgasse beginnt die Fußgängerzone. Hier befindet sich östlich das historische Rathaus (Altstadt 315), in dem bis heute die Stadtverwaltung ihren Sitz hat. Schräg gegenüber, etwas weiter südlich, ist mit der Stadtresidenz (Altstadt 79) eine weitere wichtige Sehenswürdigkeit der Stadt Landshut zu finden. Im weiteren Verlauf zweigen östlich die Steckengasse, westlich die ebenfalls sehr enge Apothekergasse und wiederum östlich die Schirmgasse ab. Rund fünfzig Meter weiter südlich befindet sich auf der Westseite der Abzweig zur Theaterstraße, die durch das Ländtor bis zur Luitpoldbrücke führt und ebenfalls als Fußgängerzone ausgewiesen ist. Wenige Meter weiter südlich zweigt bereits die parallel zur Theaterstraße verlaufende Harnischgasse ab, welche auf der Höhe des Palais Etzdorf auf die Ländgasse trifft. Genau gegenüber befinden sich die Abzweigung zur Kirchgasse sowie die berühmte Martinskirche (Altstadt 219). Diese wird nördlich von der Kirchgasse und südlich vom Martinsfriedhof tangiert wird, wobei letzterer ebenfalls einen schmalen, nachts durch ein Tor verschlossenen Durchgang zur Altstadt besitzt.
Schräg gegenüber der Martinskirche, etwas weiter südlich, befindet sich das Landschaftshaus, der frühere Sitz des Rentamtes Landshut. Hier befindet sich ein weiterer Taxistand. Im weiteren Verlauf zweigt östlich die Spiegelgasse ab; hier endet die Fußgängerzone. Nur wenige Schritte öffnet sich der Straßenraum erneut nach Westen hin, wo in einem flachen Winkel die Ländgasse einbiegt. Etwa 30 Meter weiter befindet sich der Abzweig zum Nahensteig ab, der einzigen östlich abzweigenden Gasse, die keine Verbindung zur Neustadt herstellt, sondern als Sackgasse endet und nur über das Balsgäßchen mit der Spiegelgasse verbunden ist. Nach weiteren rund 30 Metern in nun exakt südwestlicher Richtung endet die Altstadt am Dreifaltigkeitsplatz.

## Bildergalerie

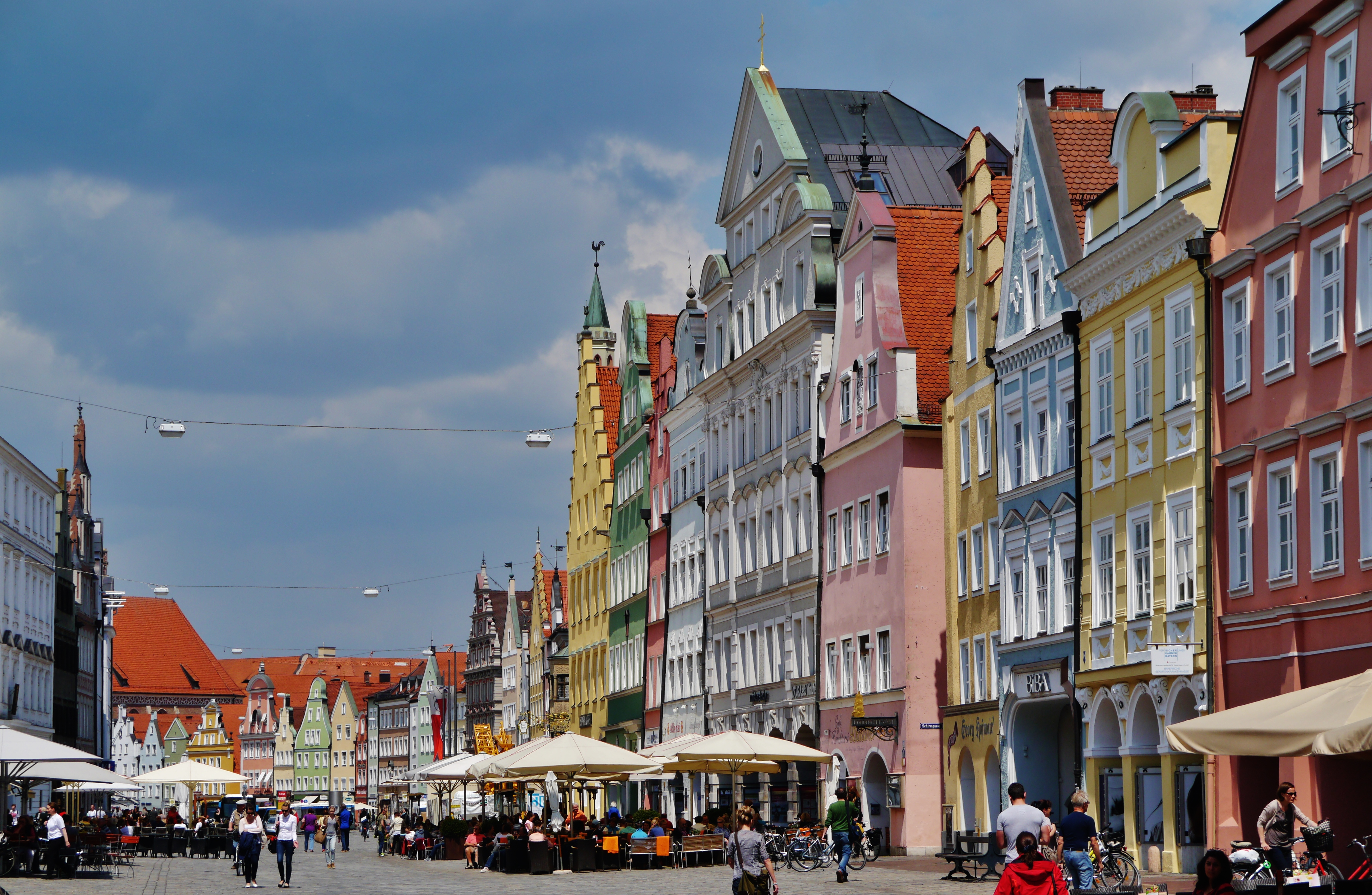
Markante Giebelhäuser
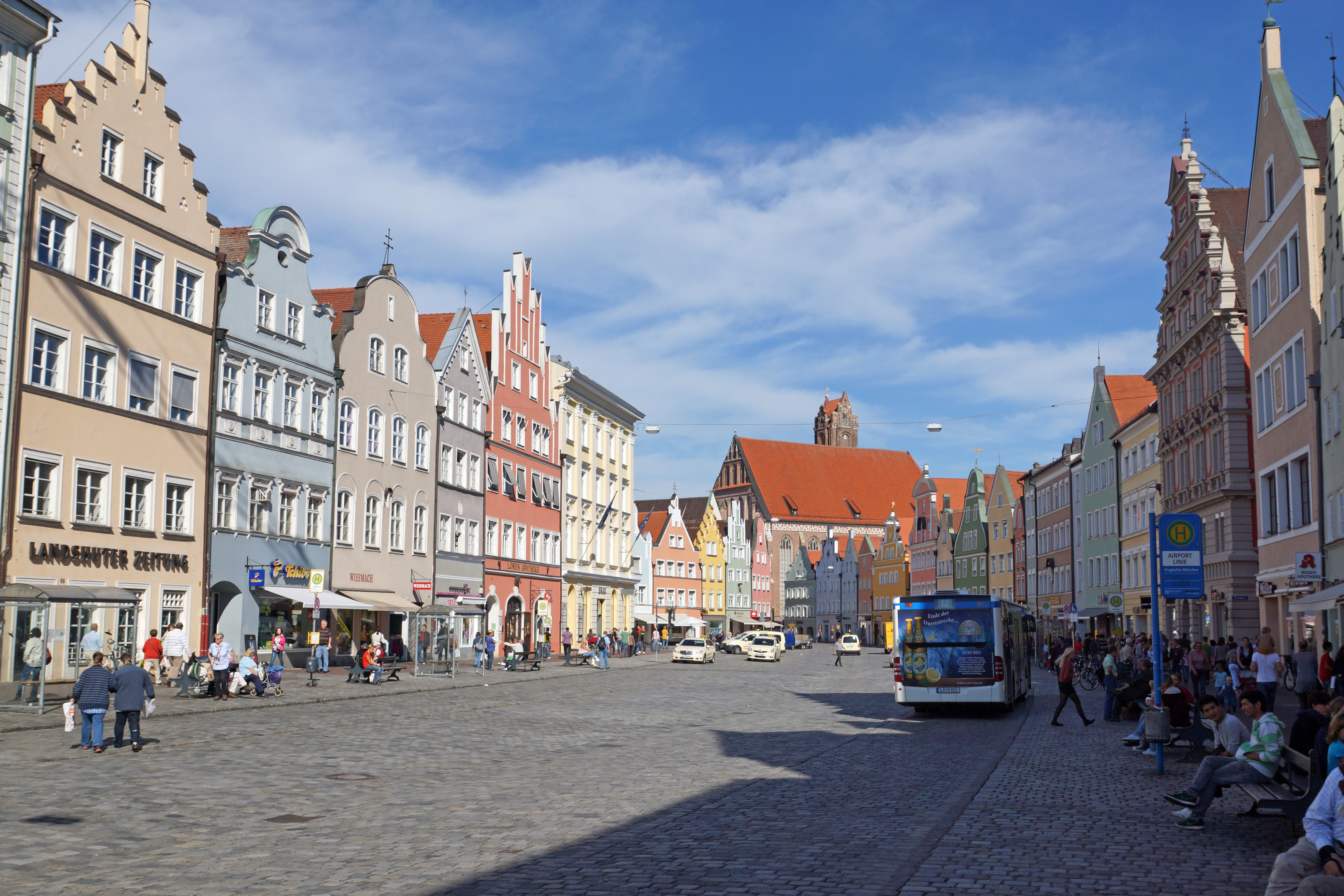
Blick von der Bushalte- stelle Altstadt zur Heilig-Geist-Kirche
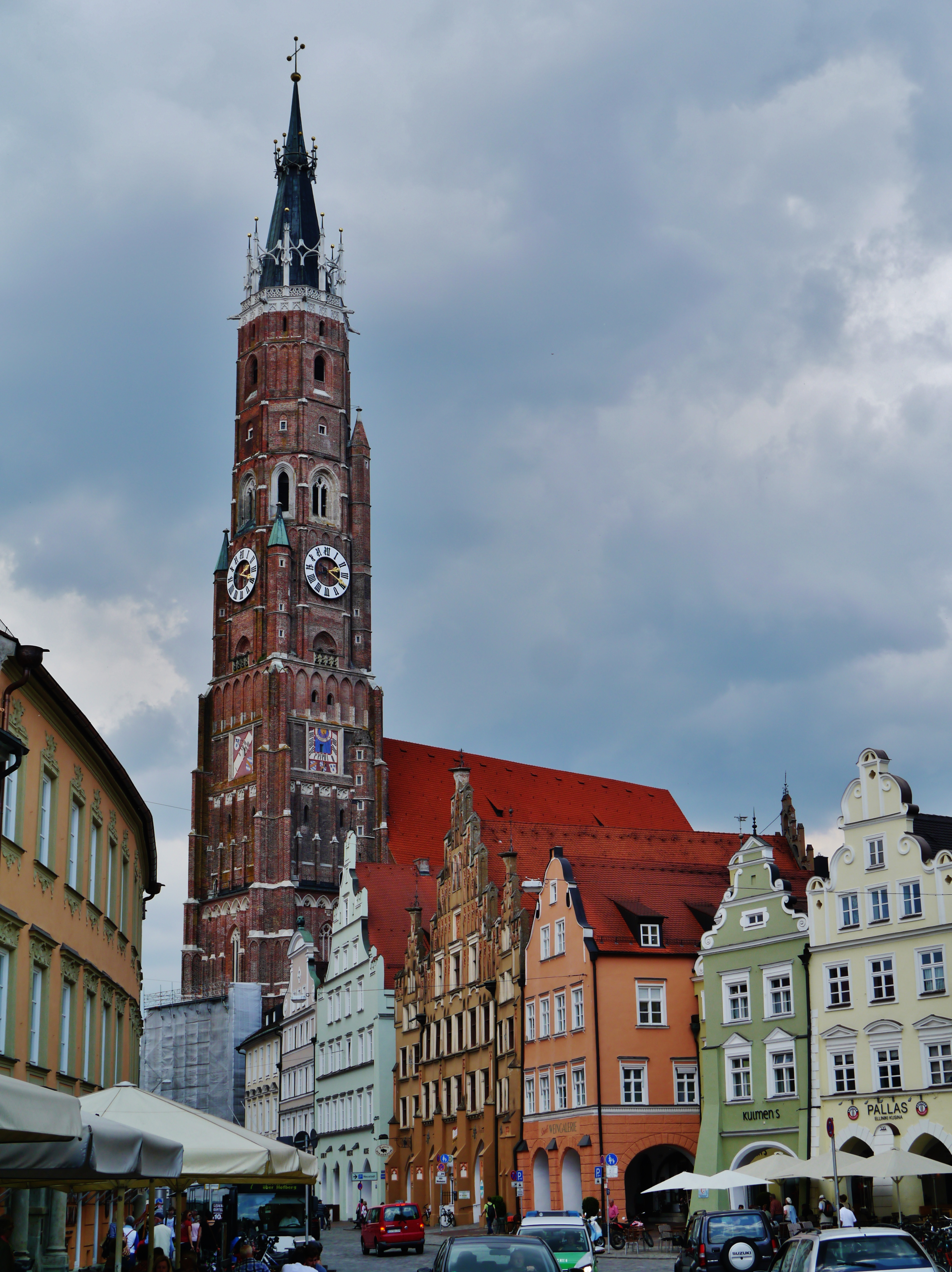
Blick vom Dreifaltigkeits- platz zur Martinskirche (Altstadt 219)
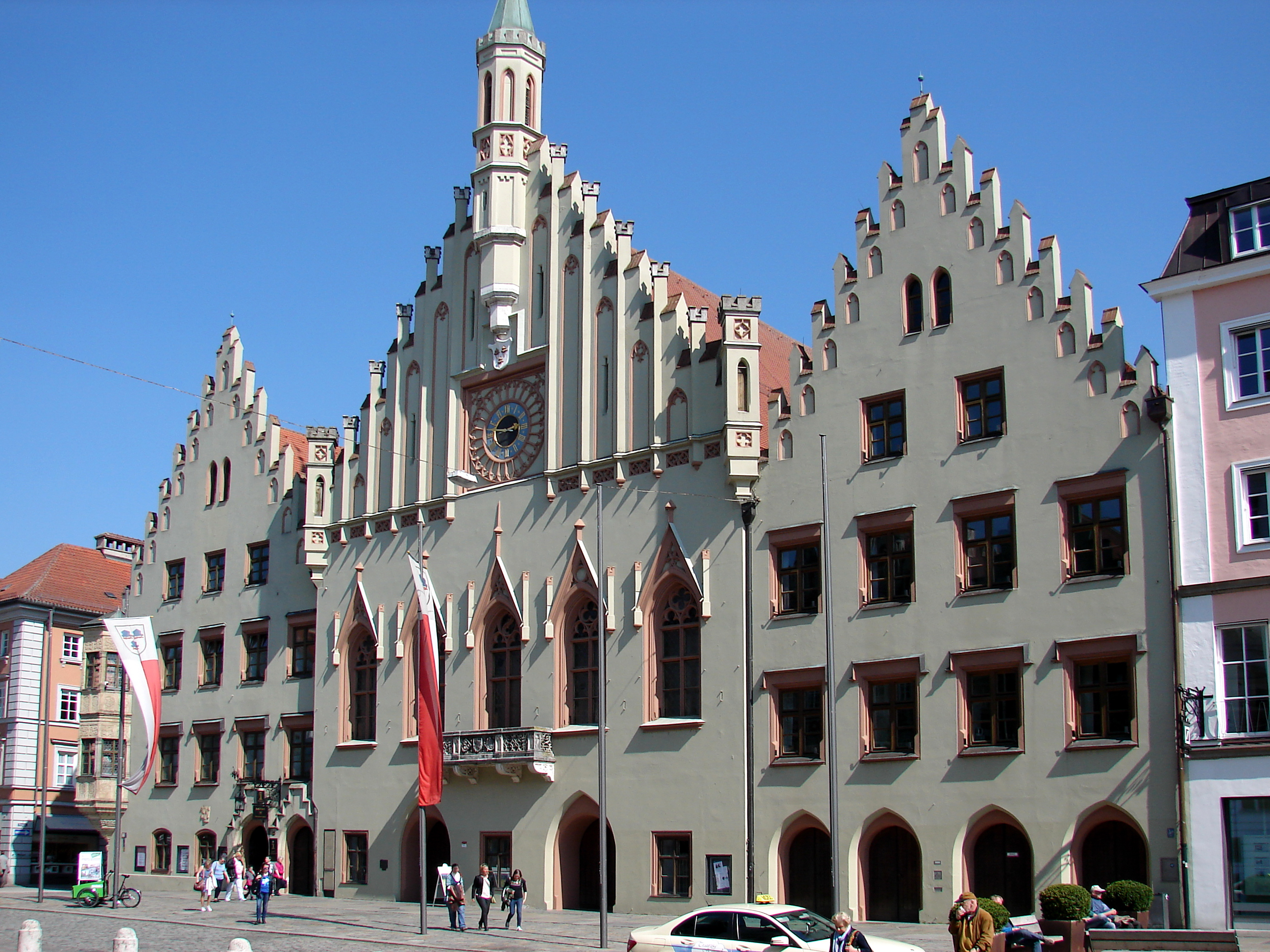
Rathaus (Altstadt 315)
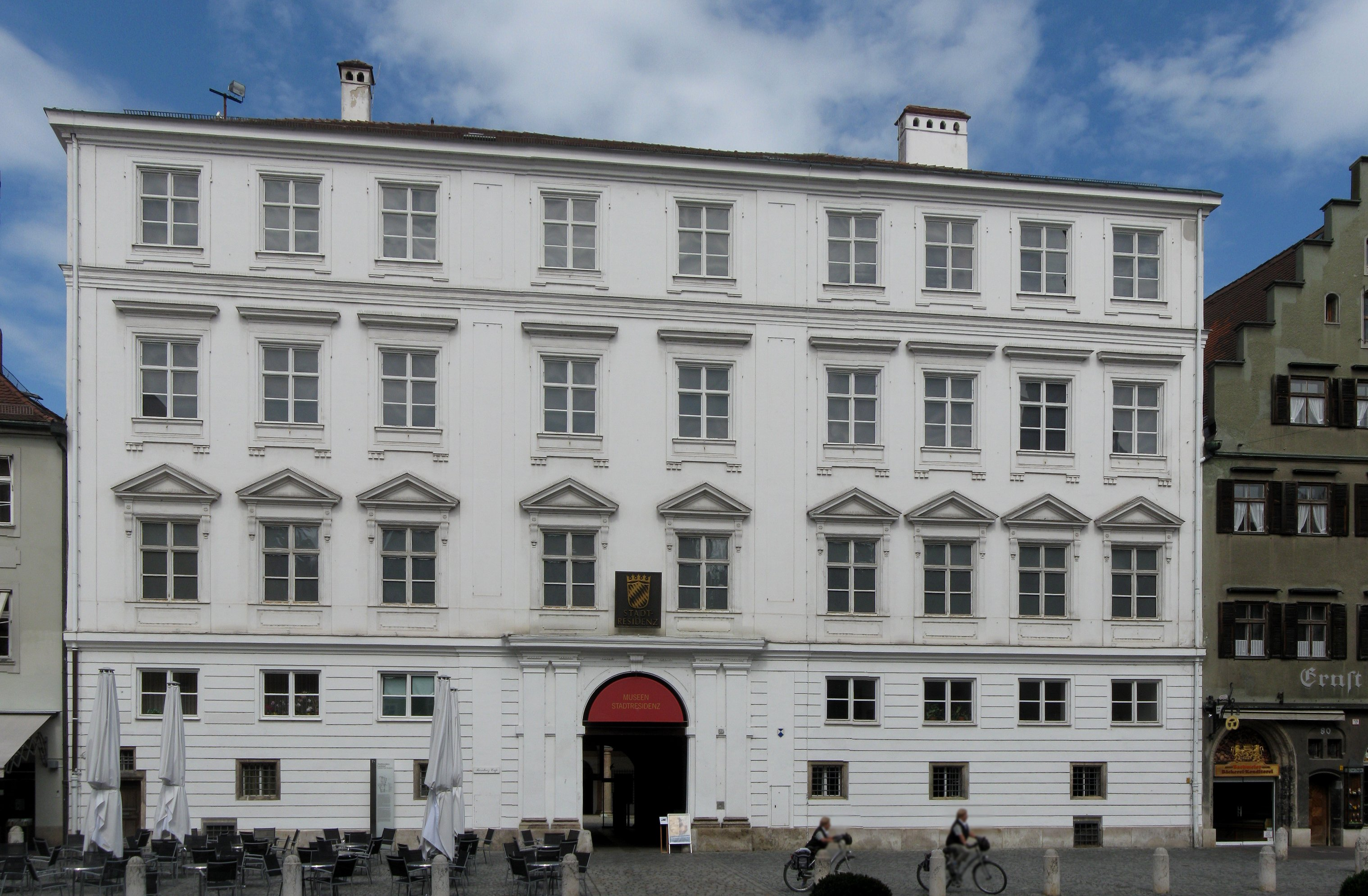
Stadtresidenz (Altstadt 79)
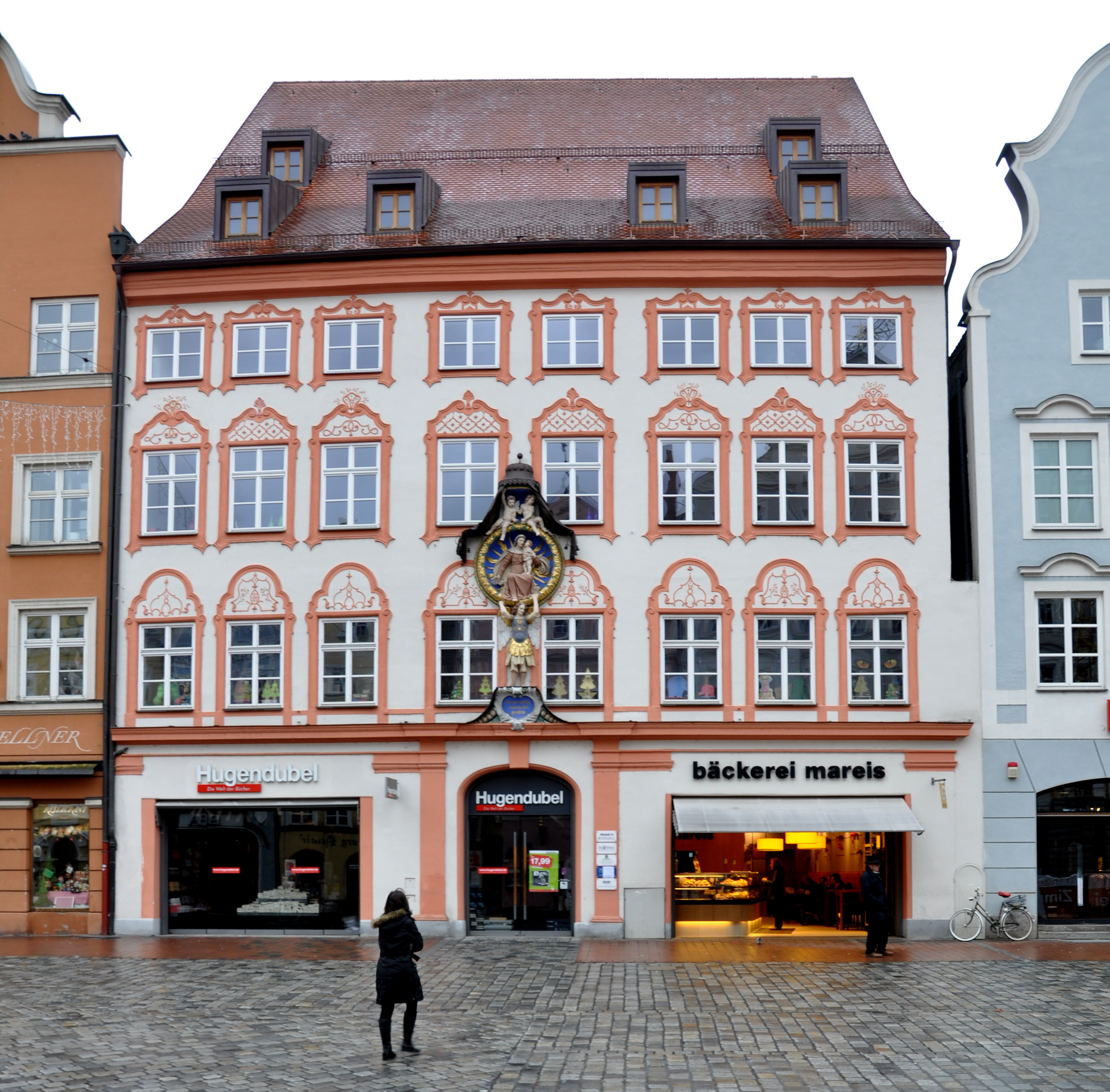
Ehem. Gasthof Silber- nagel (Altstadt 72)
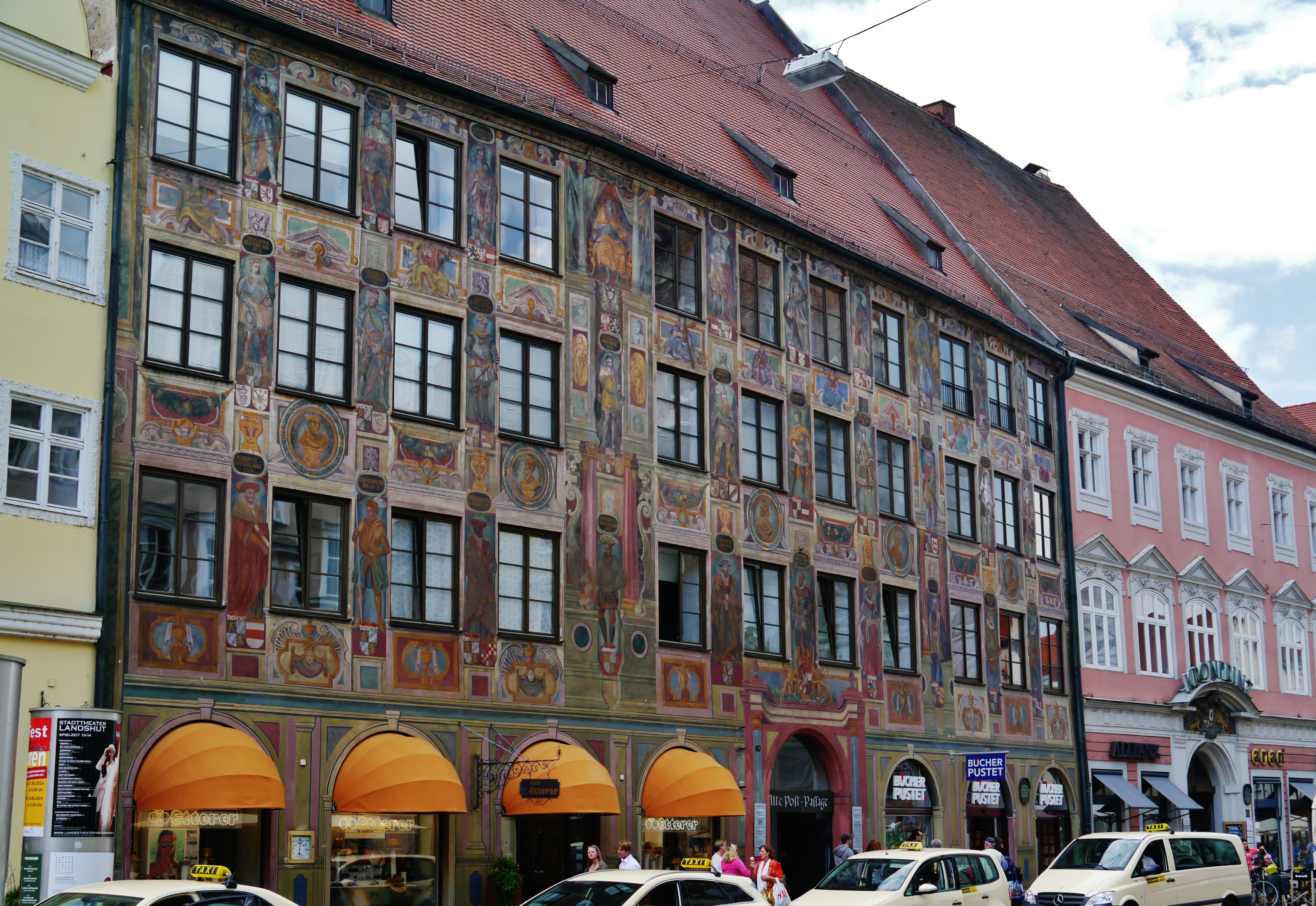
Landschaftshaus (Altstadt 28)
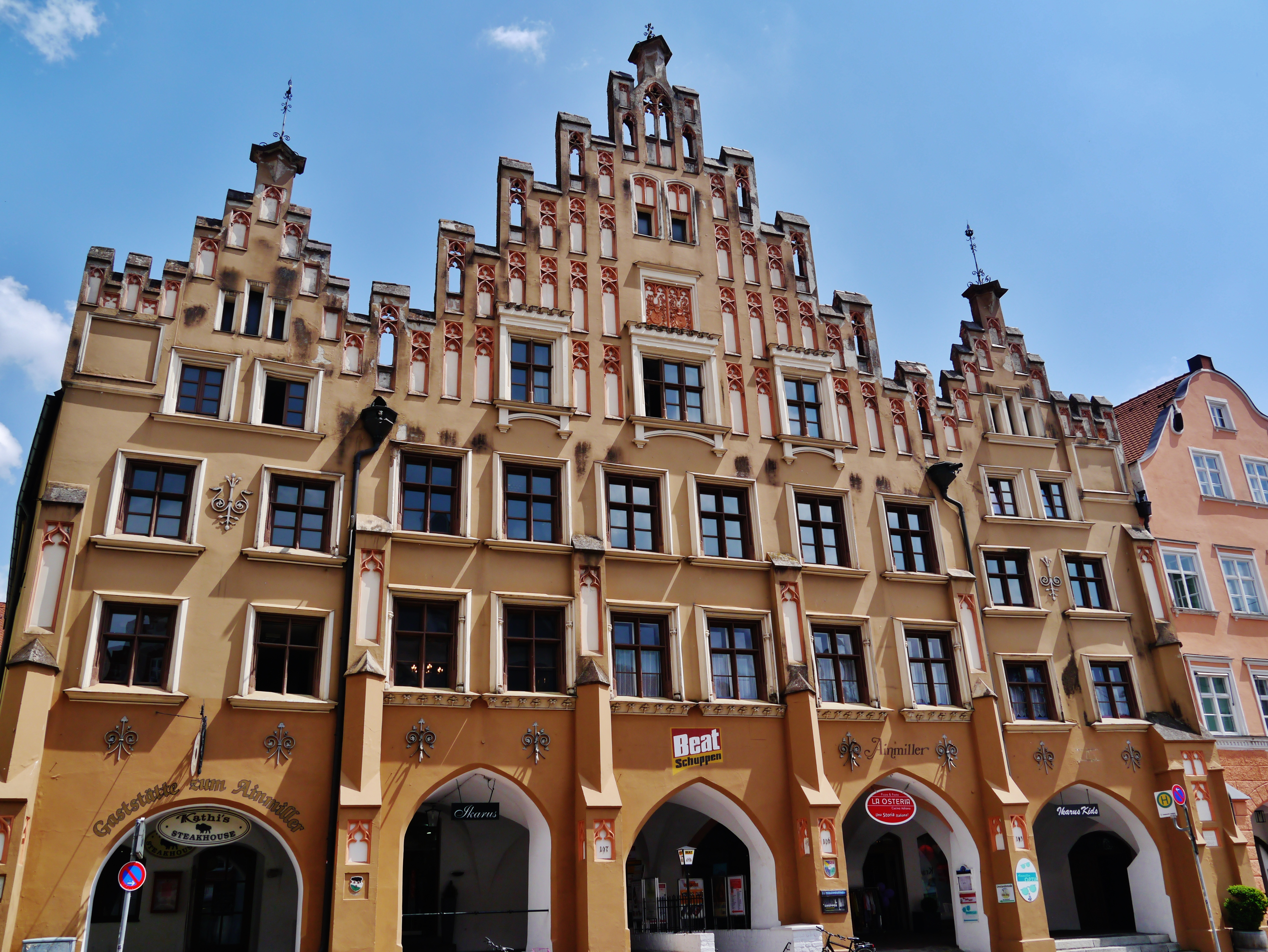
Ehem. Gasthaus Ainmiller (Altstadt 195–197)
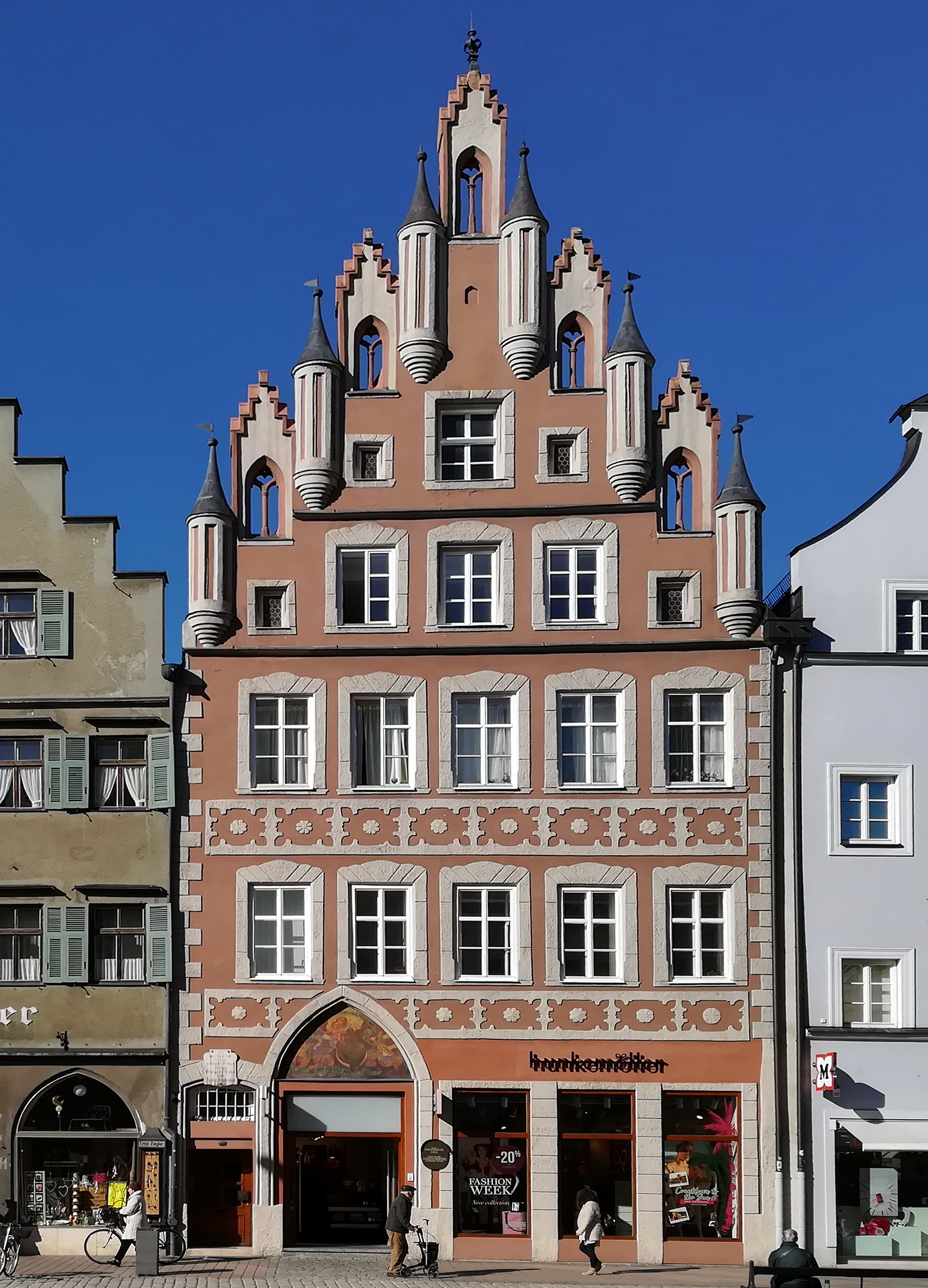
Gotisches Pappenbergerhaus

## Fußgängerzone
Seit 1998 besteht in der Altstadt und in einigen angrenzenden Straßen und Gassen (zum Beispiel in der Theatergasse sowie teilweise in der Stecken- und Schirmgasse) eine Fußgängerzone. Im Juni 2006 wurde der Busverkehr durch die Fußgängerzone in der Altstadt und in der Theaterstraße eingestellt. Neben dem Fahrradverkehr sind dort nur noch Taxen und – werktags zu bestimmten Uhrzeiten – Lieferverkehr zugelassen.